# Heinrich Mylius (Mediziner)
Leonhard Heinrich Mylius (* 15. Oktober 1696 in Leipzig; † 4. Februar 1721 ebenda) war ein deutscher Mediziner.

## Leben
Leonhard Heinrich Mylius wurde in Leipzig am 15. Oktober 1696 geboren; er entstammte einer Gelehrtenfamilie. An der Akademie Leipzig erhielt er bereits am 1. Juni 1715 den Grad eines philosophischen Baccalaureus, am 14. Februar des folgenden Jahres wurde er der Philosophie Magister, kurze Zeit später auch Baccalaureus der Medizin. Lizentiat der Medizin wurde er am 22. Oktober 1717, bereits sechs Tage später händigte man ihm den Doktorgrad der Medizin aus. Er hat lediglich ein Werk, eine Dissertation, verfasst. Darin behandelt er ein Mädchen, das mit der Krankheit Enzephalozele geboren wurde und nur drei Tage alt wurde. Bereits am 4. Februar 1721 starb Mylius unverheiratet im Alter von 25 Jahren in Leipzig; er hatte in seinen letzten sechs Lebensjahren insgesamt fünf akademische Grade erlangt.

## Werk
- De puella monstrosa (1717)